# 徐瑋文
徐瑋文，江蘇省常州府宜興縣人，清朝政治人物。進士出身。
光緒二年（1876年），參加丙子恩科會試，得貢士第69名。殿試登進士2甲第19名。同年五月（6月3日），改庶吉士。光緒三年四月癸丑（1877年6月9日），翰林院散馆，著以六部部屬用。
有《說詩解頤》二卷，《續》一卷。